# Жирарде, Жюль
Жюль Жирарде (фр. Jules Girardet; 10 апреля 1856, Версаль — 25 января 1938, Булонь-Бийанкур) — швейцарско-французский художник-академист, особенно известный своими работами на сюжеты из истории Вандейского мятежа.

## Биография
Жюль Жирарде был членом большой семьи французских художников, происходивших из швейцарских гугенотов. Его отцом был живописец и гравёр, мастер репродукционного офорта Поль Жирарде (1821—1893), матерью — Луиза-Александрина Сандоз. Двое его братьев, Эжен и Леон, также стали художниками.
Художественное образование Жюль Жирарде получил в парижской Школе изящных искусств, где его учителем был знаменитый художник-академист Александр Кабанель. Жюль Жирарде писал портреты, изображал бытовые сцены, в том числе на ориентальные сюжеты, но в первую очередь интересовался историческими сюжетами — событиями Вандейского мятежа и биографией Луизы Мишель, участницы Парижской коммуны.
В 1881 году молодой художник женился в Марселе на Марии Матильде Маргарите Майор де Монрише. У супругов родились две дочери: Симона и Ивон. Для своей семьи Жирарде построил дом с просторной мастерской в Булонь-Бийанкуре.
Произведения художника были отмечены наградами Парижского салона 1881 года, а также серебряной медалью Всемирной выставки 1889 года в Париже. Портреты работы Жирарде гравировал Эмиль Жиру.
Работы Жюля Жирарде хранятся во многих провинциальных музеях Франции, в том числе в музее Шоле.

## Галерея

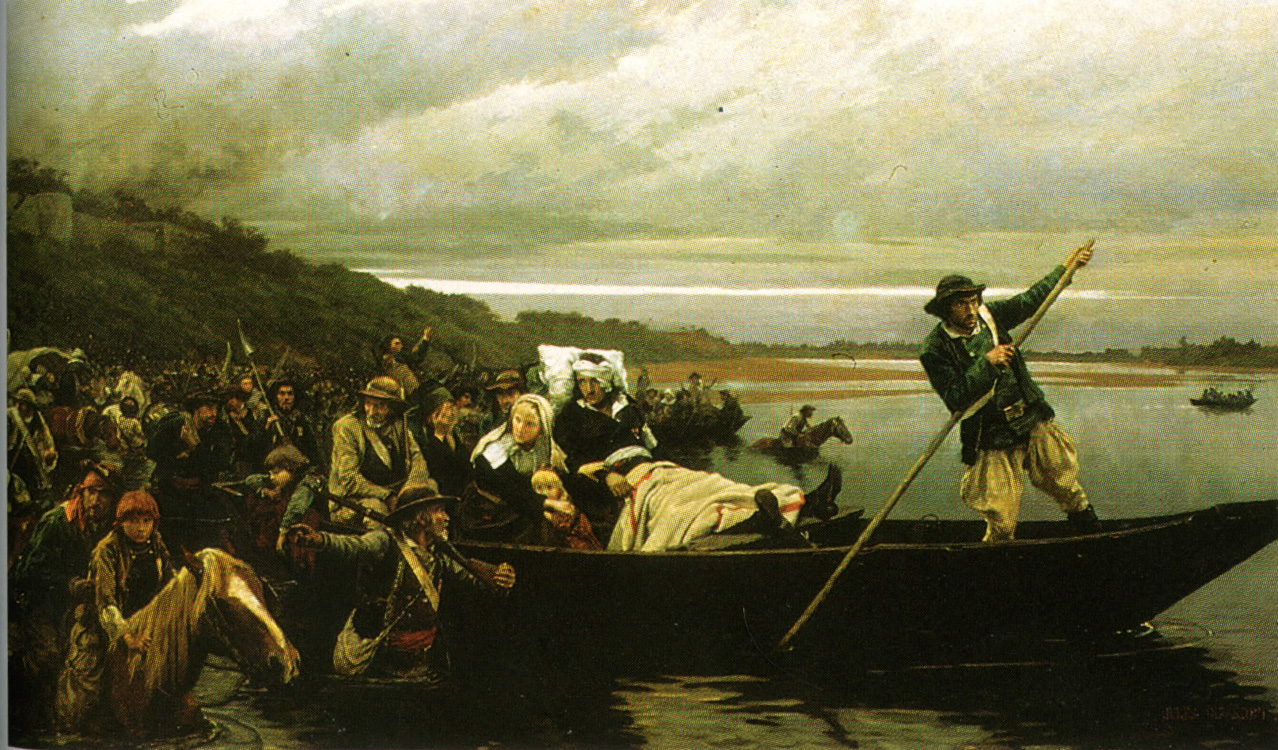
Раненый генерал вандейцев Лескюр пересекает Луару после поражения при Шоле
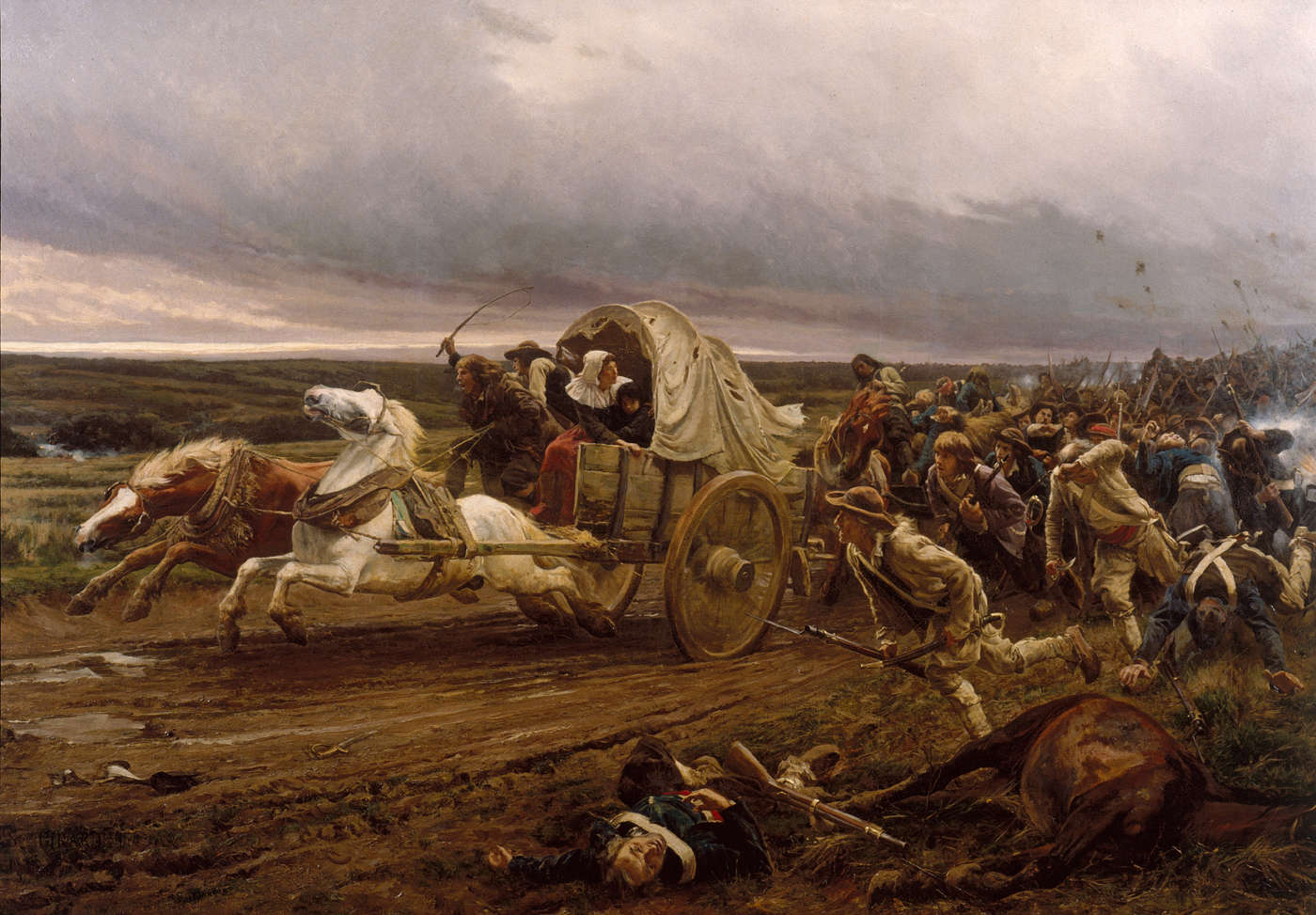
Отступление вандейцев после поражения при Шоле
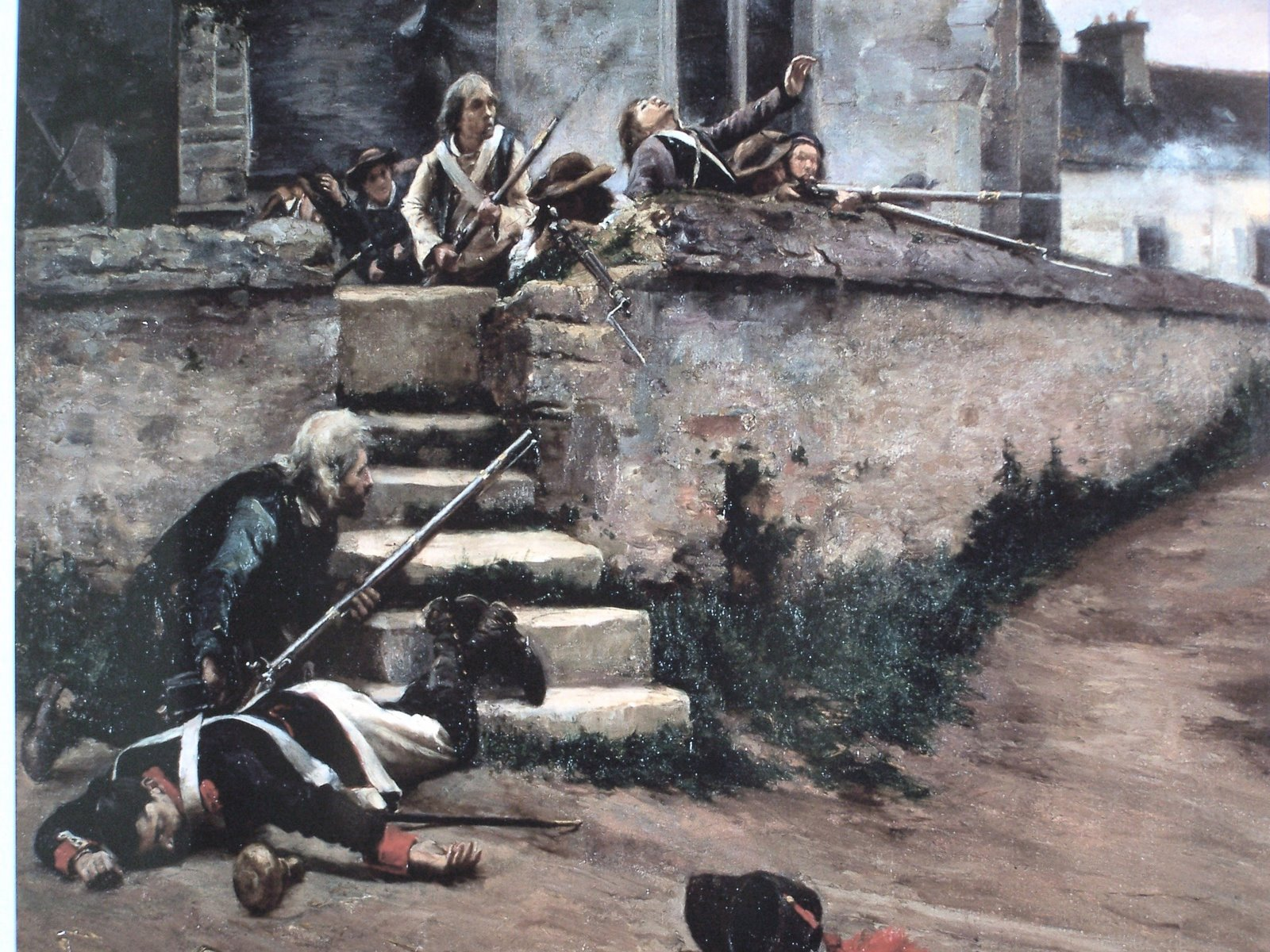
Эпизод шуанерии. Оборона шуанов от республиканских войск
Эпизод шуанерии. Национальная гвардия в Кемпере
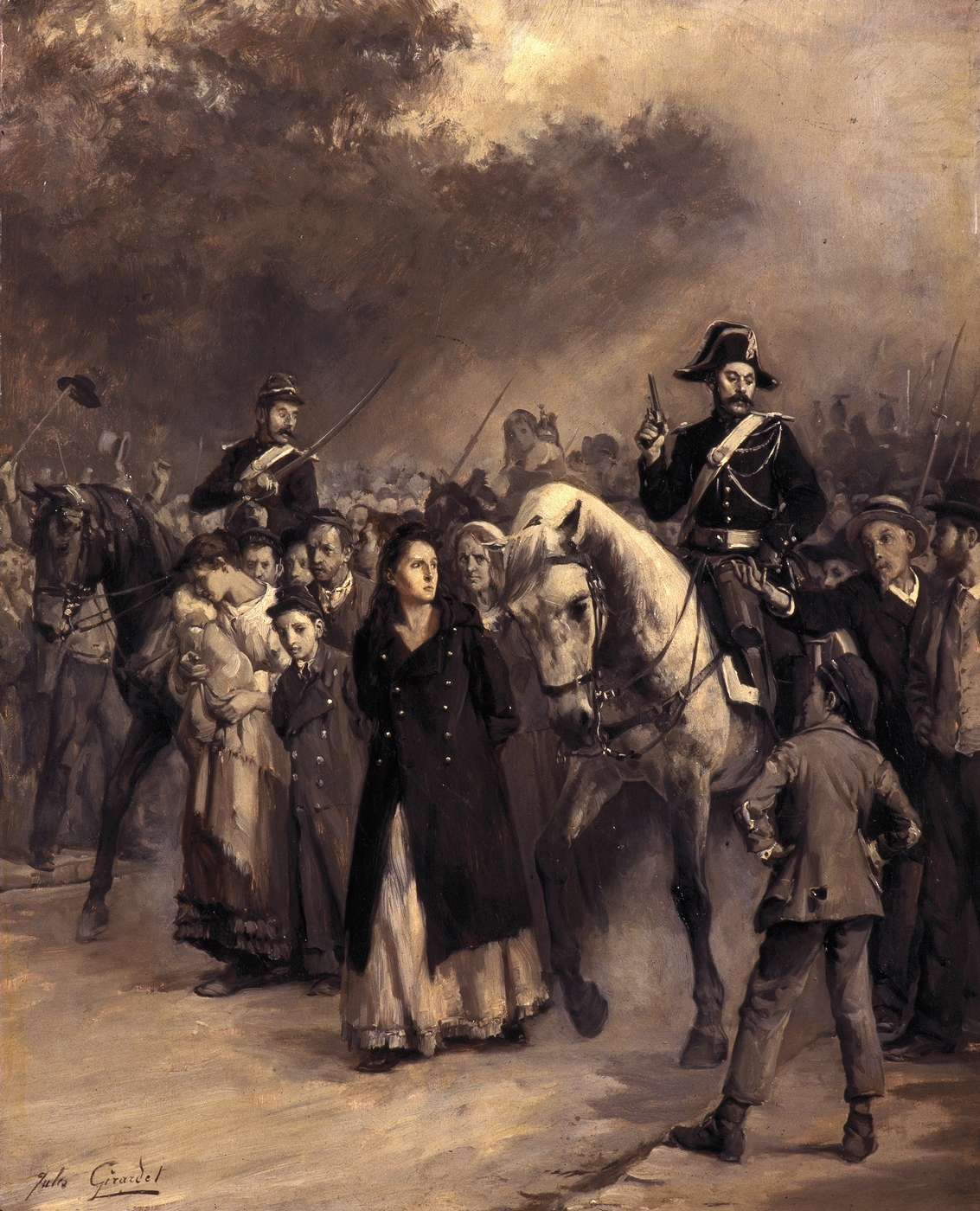
Арест Луизы Мишель
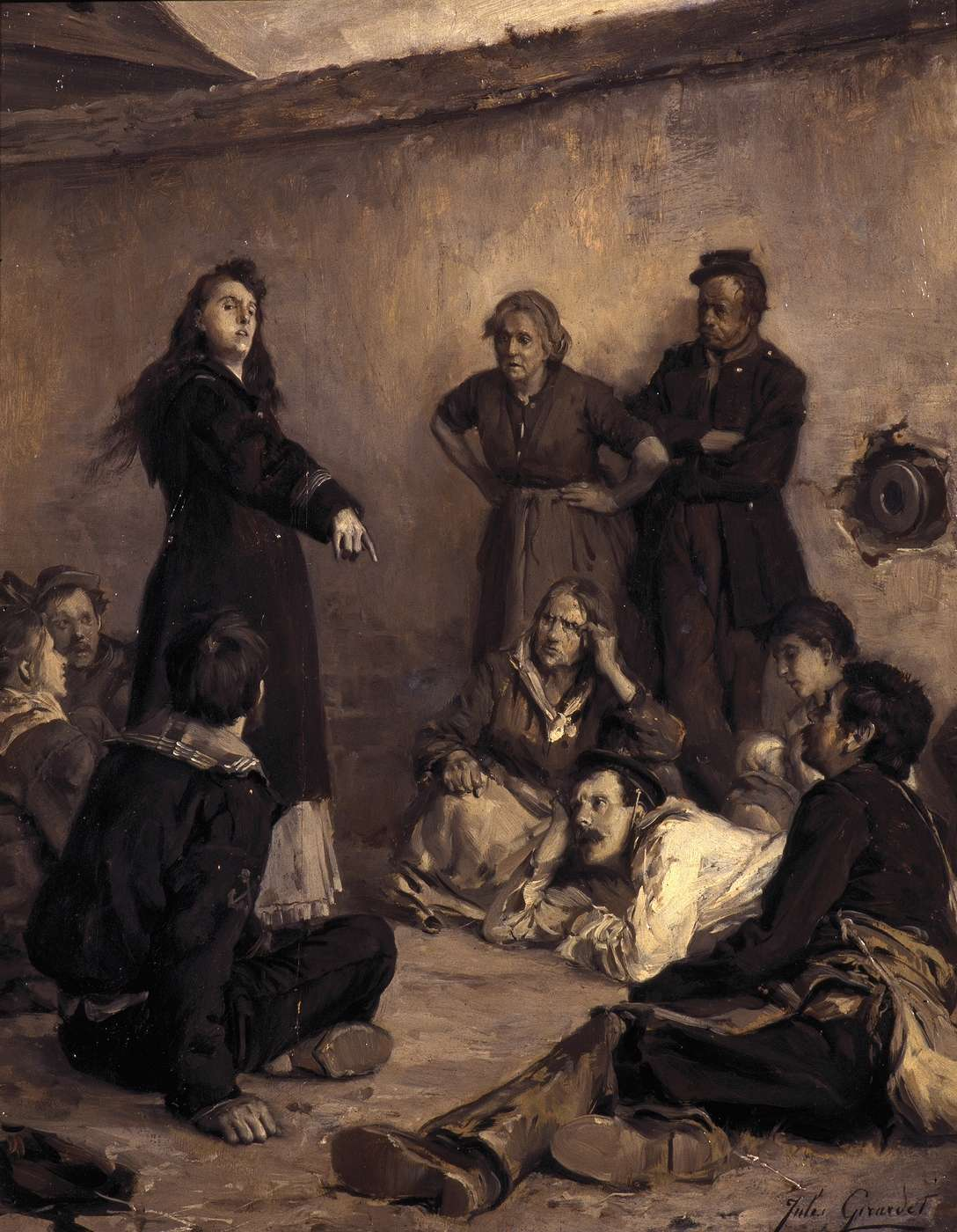
Луиза Мишель в тюрьме среди пленных коммунаров
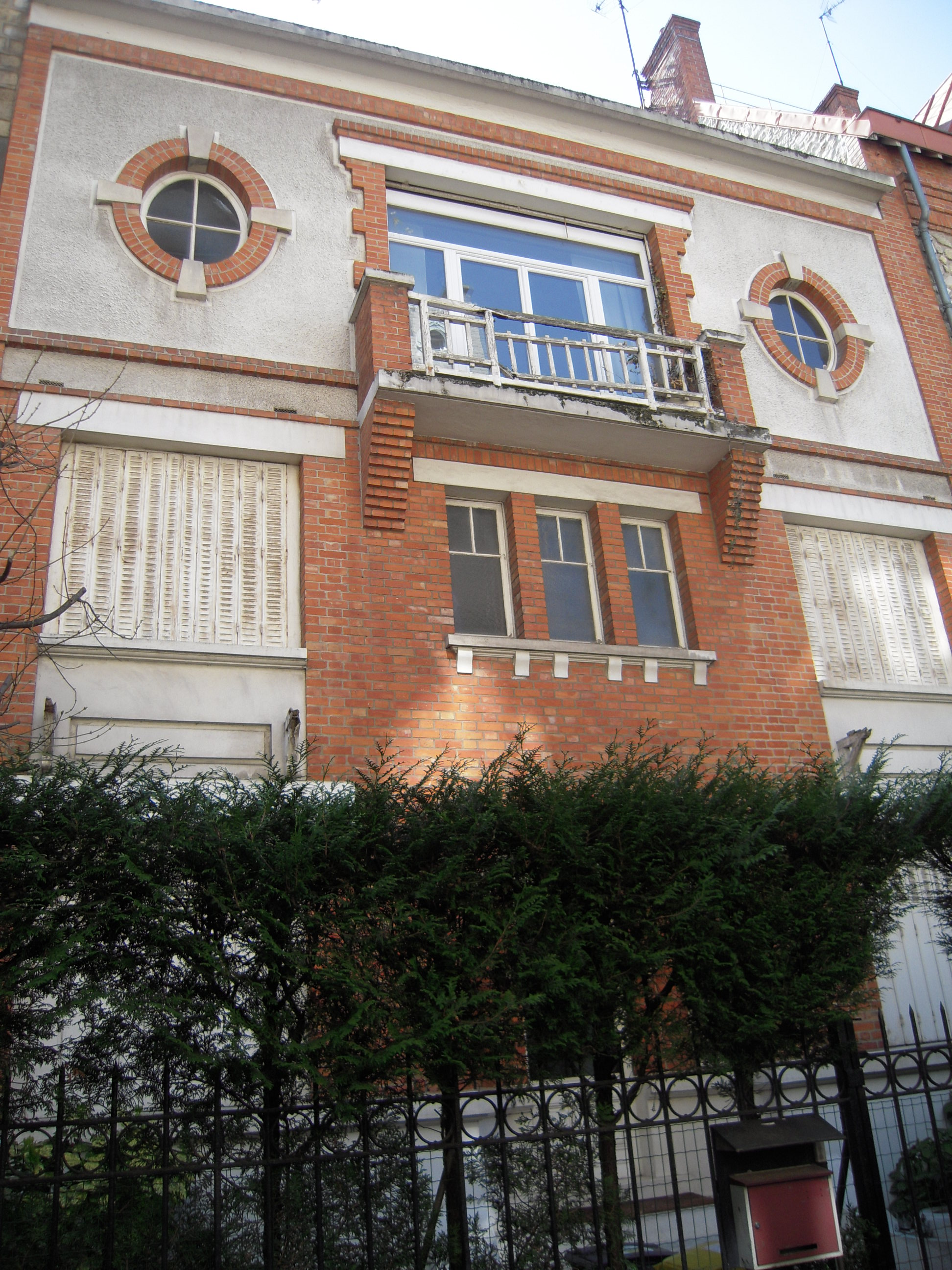
Дом художника Жирарде в Булонь-Бийанкуре
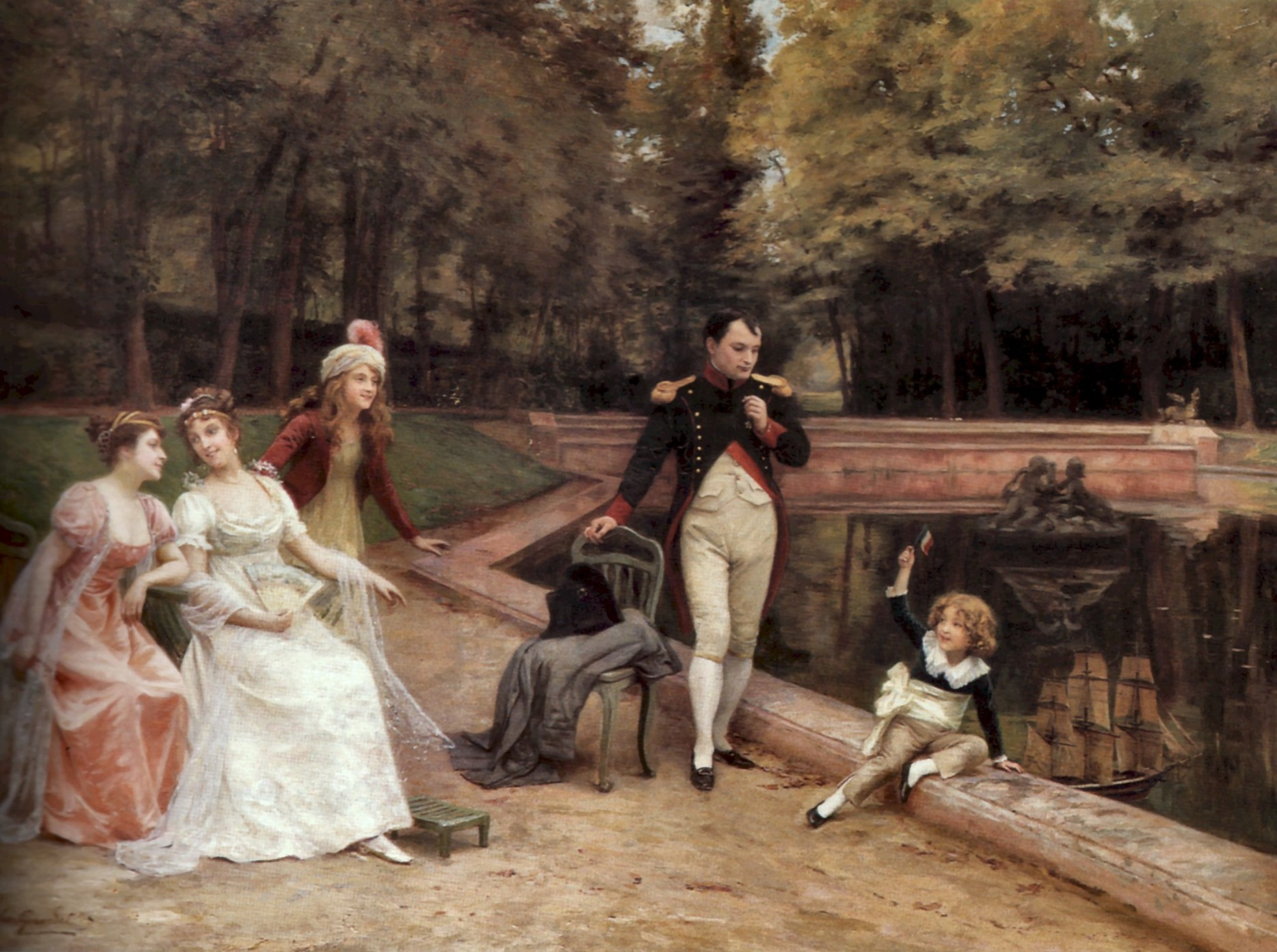
Наполеон со своей супругой Марией-Луизой Австрийской и их сыном в Вене
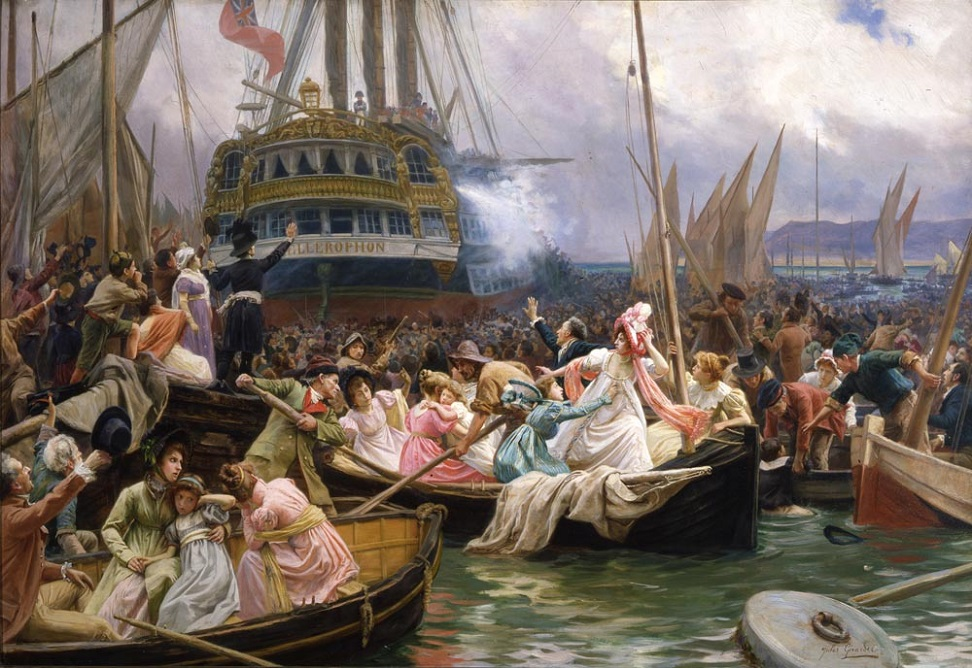
Наполеон на борту британского корабля «Беллерофонт» в Плимуте в 1815 году по дороге на Остров Святой Елены
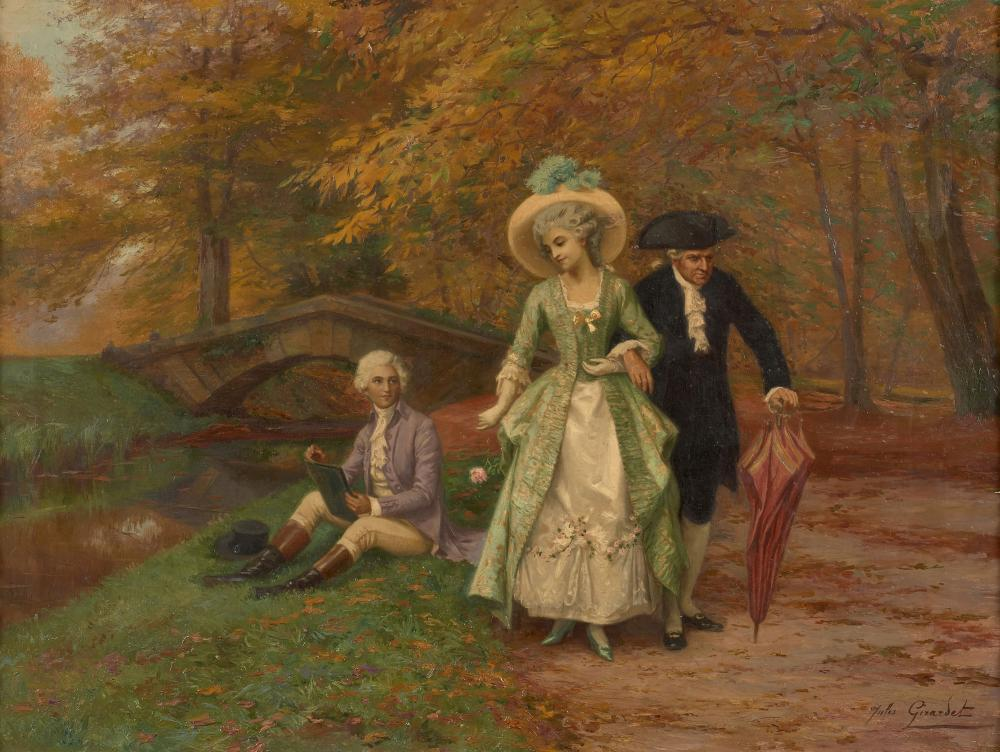
Дама с розой
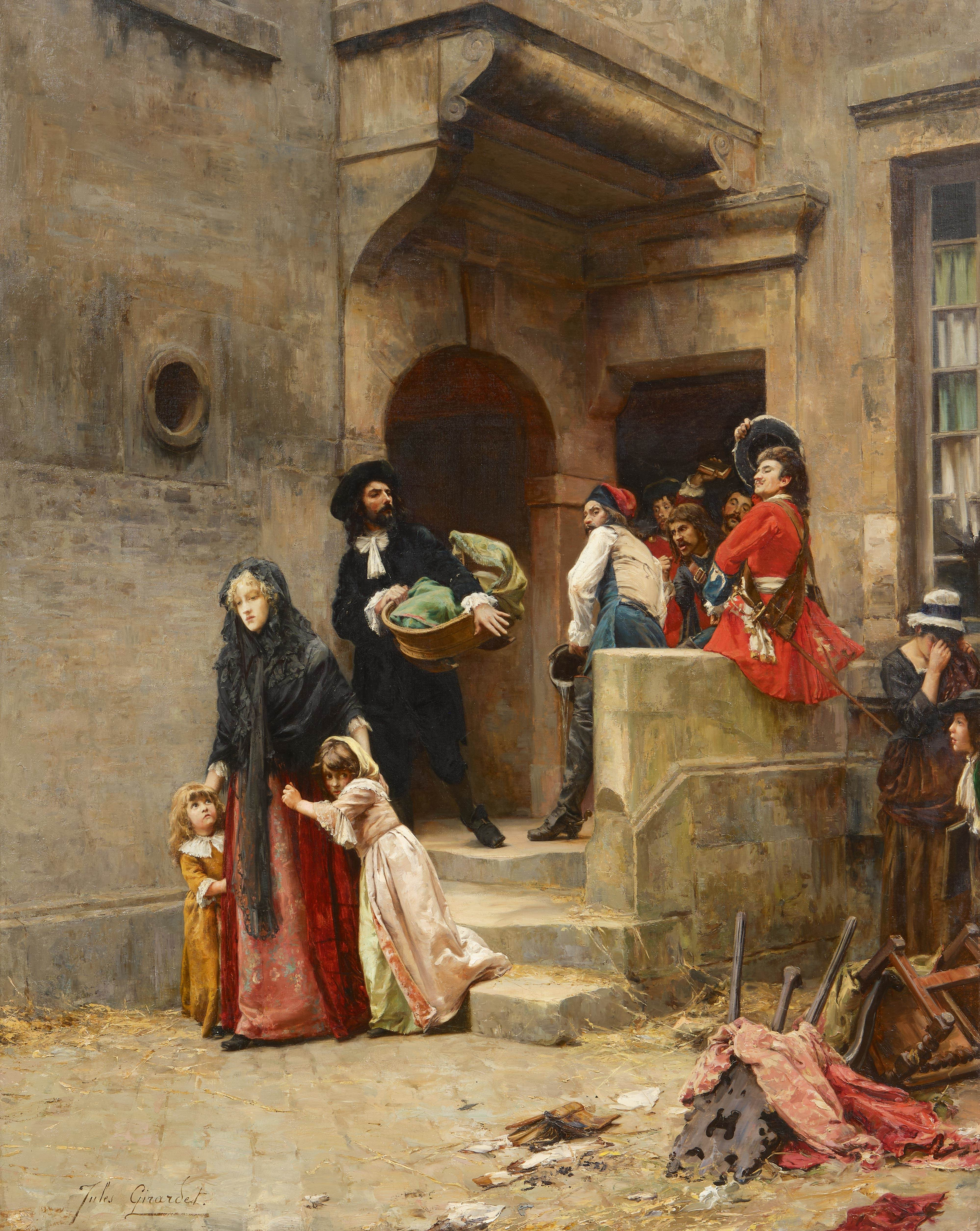
Эпизод драгонад
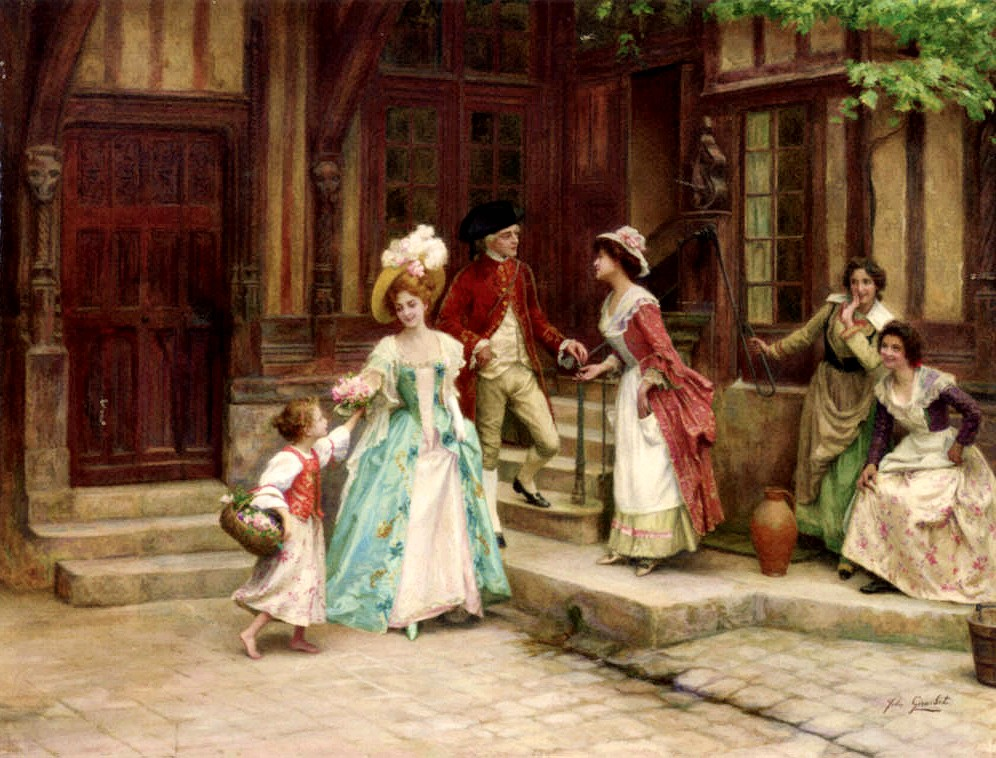
Утро после первой брачной ночи
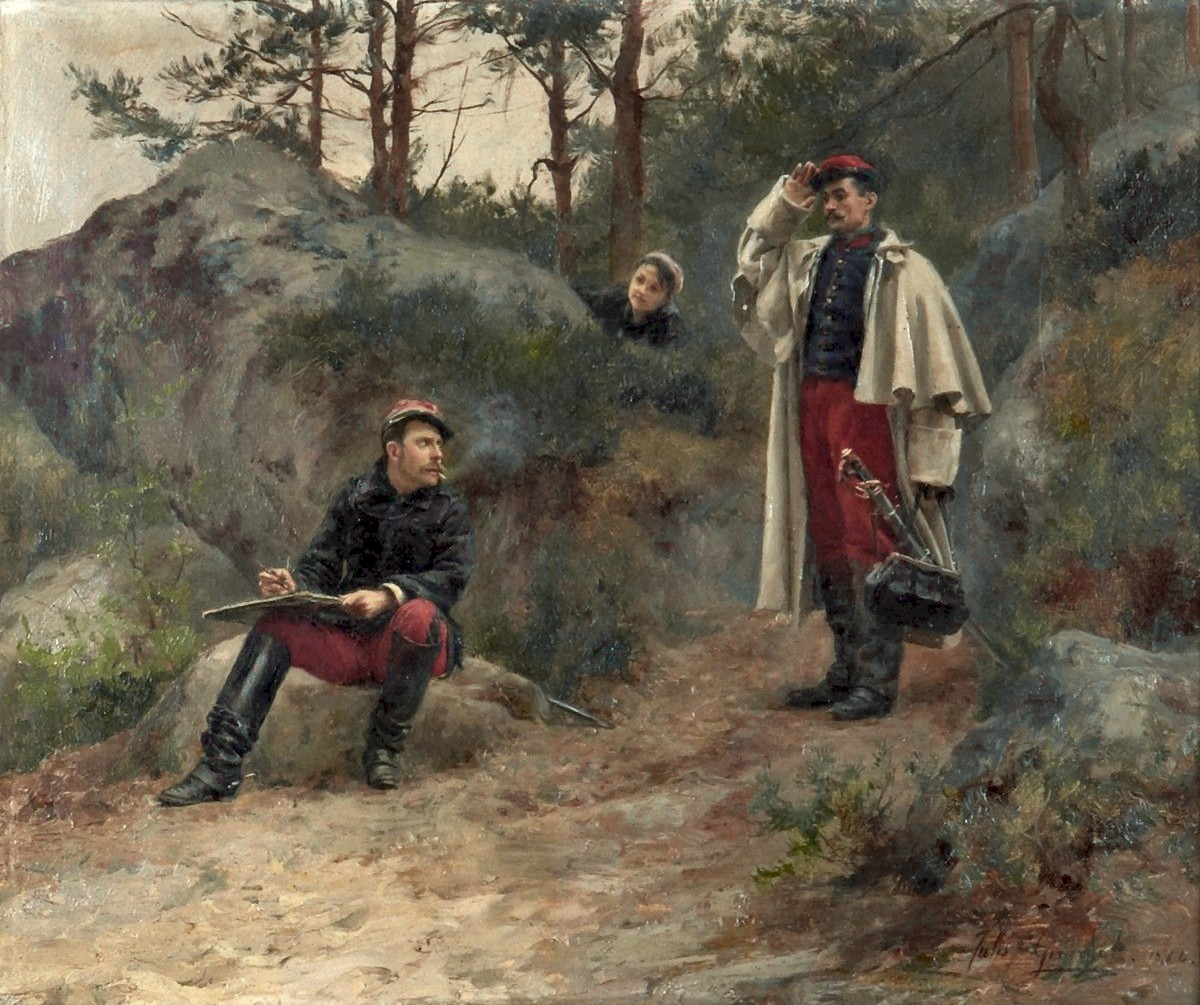
«Там никого нет, мой командир!»
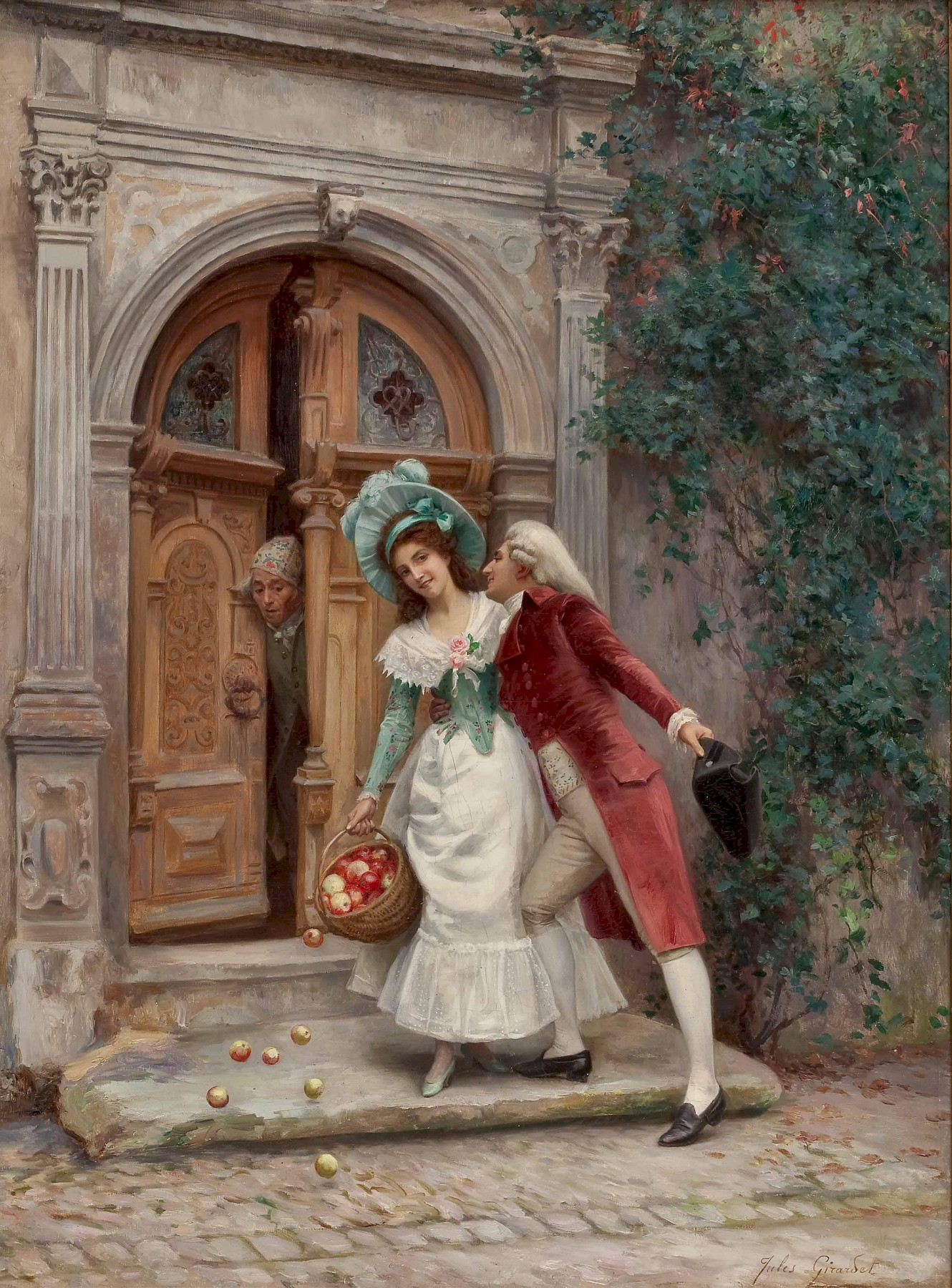
Сцена у входной двери
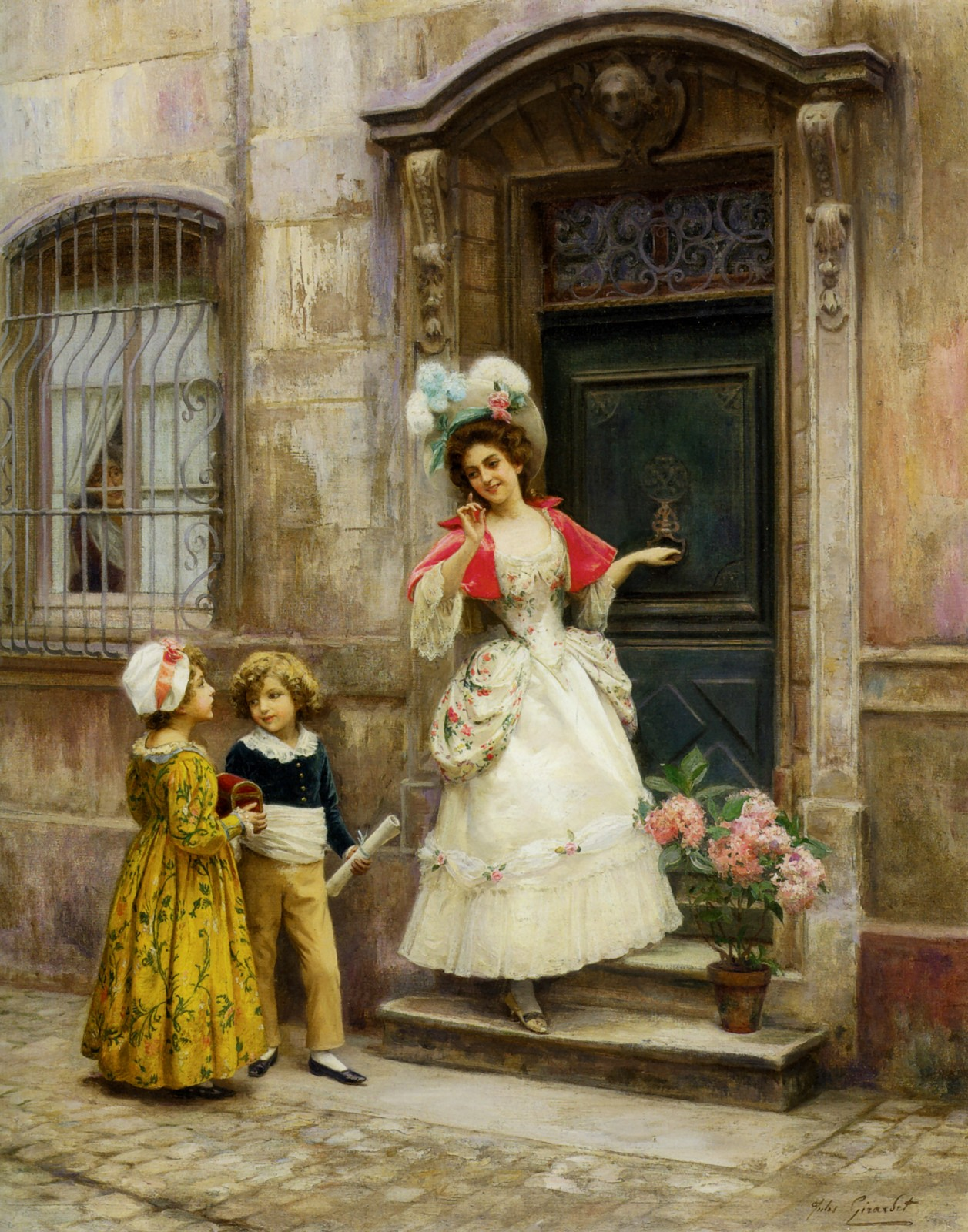
На день рождения к бабушке
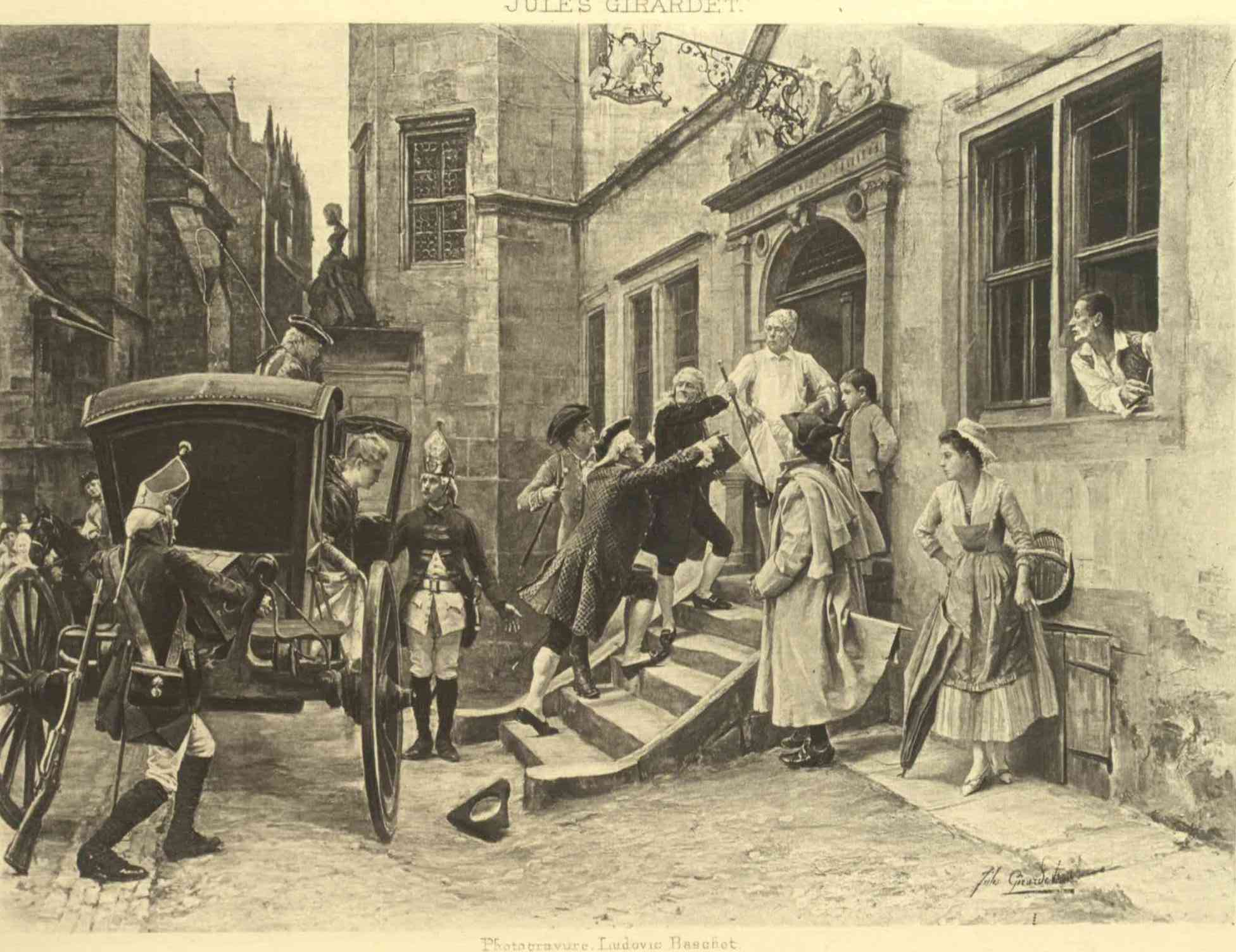
Арест Вольтера
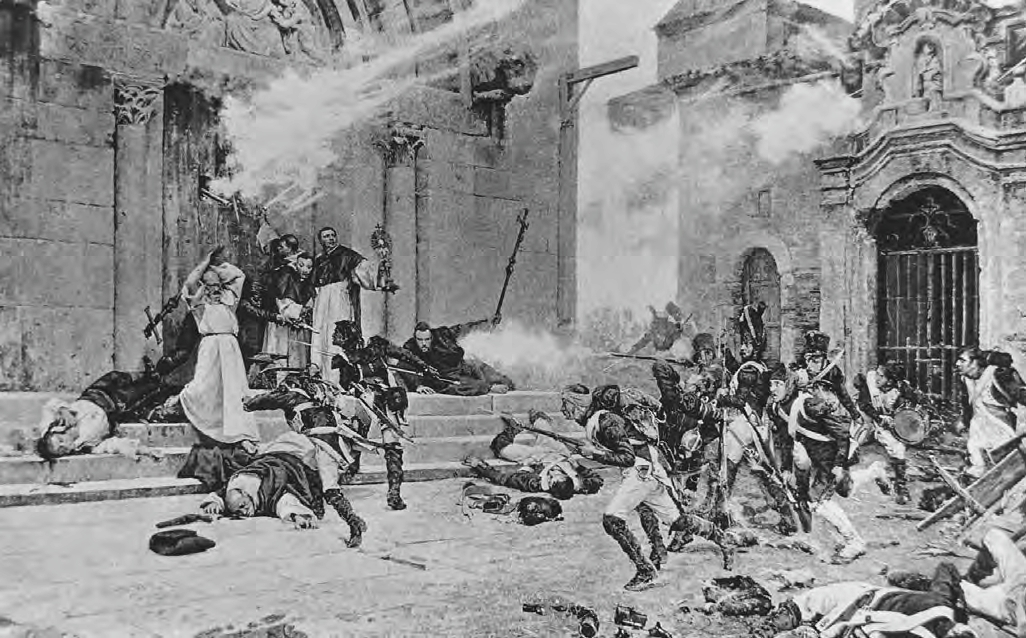
Штурм французами Сарагосы
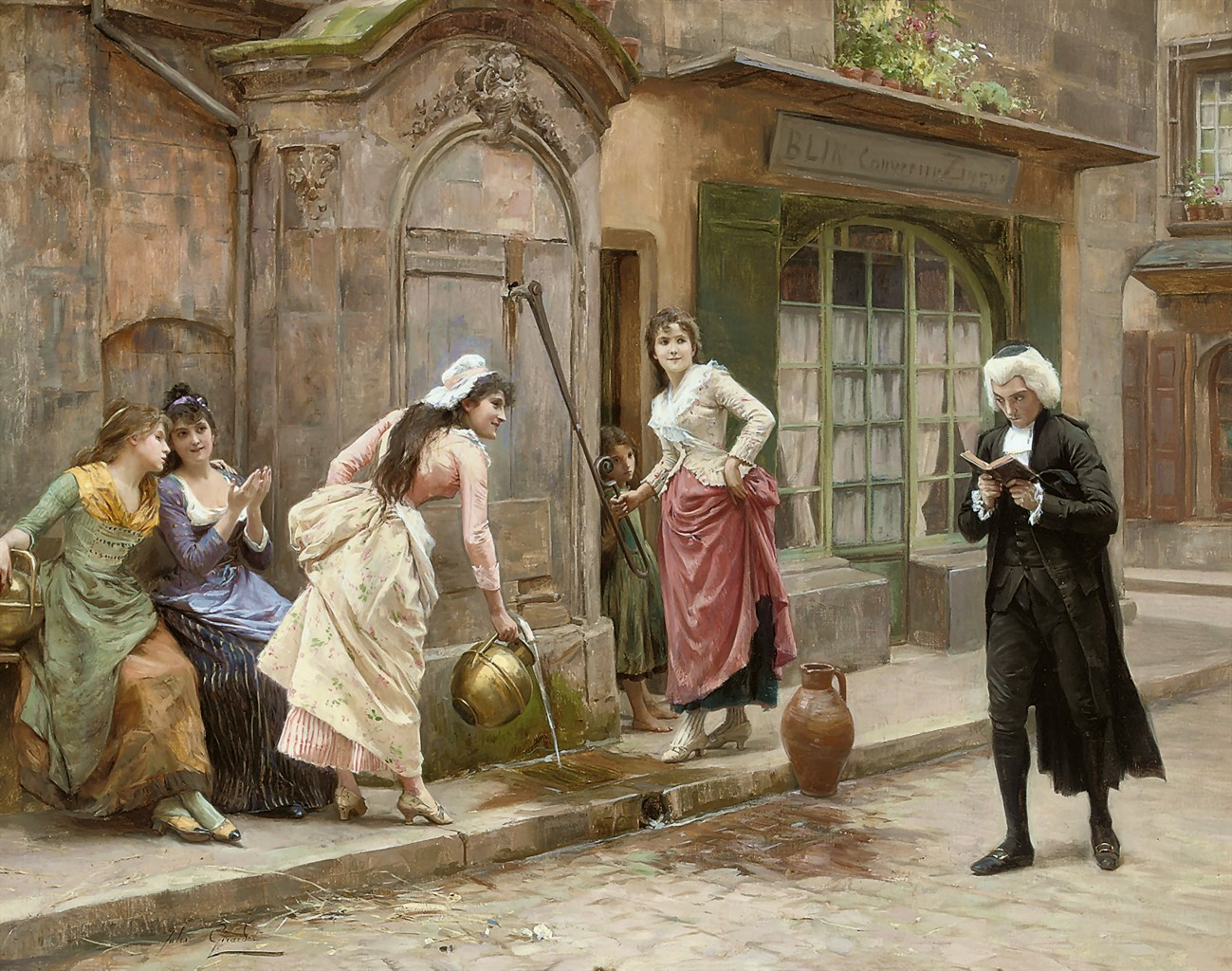
«Только не отвлекаться!»
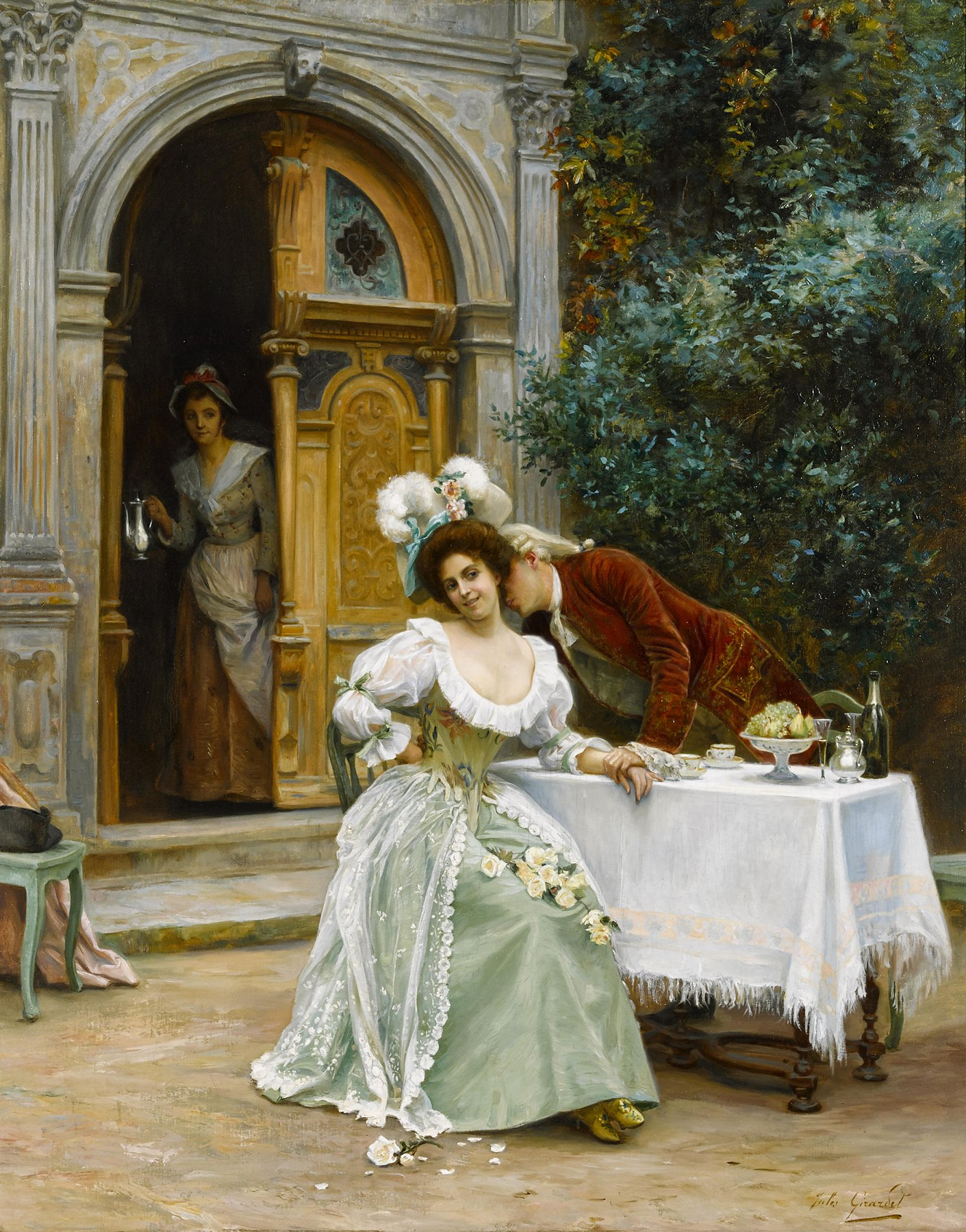
Сцена в саду